# Crotalaria hatschbachii
Crotalaria hatschbachii är en ärtväxtart som beskrevs av Donald Richard Windler och S.G.Skinner. Crotalaria hatschbachii ingår i släktet sunnhampor, och familjen ärtväxter.

## Underarter
Arten delas in i följande underarter:
- C. h. hatschbachii
- C. h. sericea